# Gilbert Louis
Pour les articles homonymes, voir Louis.
Gilbert Louis, né le 31 mai 1940 à Champsecret dans le département de l'Orne, est un évêque français, évêque de Châlons-en-Champagne de 1999 à 2015, puis évêque émérite.

## Biographie

### Formation
Après être entré au grand séminaire de Sées en 1959, il poursuit sa formation vers la prêtrise au séminaire interdiocésain à Laval puis au Mans.
Il est ordonné prêtre le 11 juillet 1965 pour le diocèse de Séez.

### Principaux ministères
Après un premier ministère paroissial comme vicaire à Flers-de-l'Orne, il enchaîne plusieurs responsabilités au sein des mouvements d'action catholique : comme aumônier diocésain de 1971 à 1977, puis aumônier national de 1977 à 1982 de la Jeunesse Indépendante Chrétienne Féminine (JICF) et comme aumônier diocésain de l'Action catholique pour les milieux indépendants (ACI) à partir de 1982.
En 1984, il est nommé vicaire épiscopal pour le secteur d'Alençon, puis, en 1988, vicaire général d'Yves-Marie Dubigeon. Il a été en particulier chargé du réaménagement des paroisses et des doyennés (1994-1995), du conseil diocésain de la solidarité, de la pastorale des jeunes, de l'apostolat des laïcs et des communications sociales (radio, journaux paroissiaux, presse).
Nommé évêque de Châlons-en-Champagne par Jean-Paul II le 1er mars 1999, il est ordonné évêque le 11 avril suivant dans sa cathédrale, par le cardinal Louis-Marie Billé, avec pour coconsécrateurs Yves-Marie Dubigeon et Henri Derouet.
Au sein de la Conférence des évêques de France, il est membre de la commission pour la vie consacrée après avoir fait partie de la commission pour la mission universelle de l'Église, des groupes de travail « écologie et environnement » et « arts, cultures et foi ». De 1999 à 2006, il a été également évêque accompagnateur du mouvement catholique des gens du voyage.
Il termine son épiscopat le 23 décembre 2015 à 12h00 ayant atteint l'âge de 75 ans et devient évêque émérite.

## Prises de positions

### Mouvements pentecôtistes
Comme évêque accompagnateur du mouvement des gens du voyage, Gilbert Louis s'est penché sur la question des mouvements pentecôtistes. Il déplore que ces pasteurs « entretiennent la superstition et la peur chez les voyageurs » et qu'au mépris de toutes les positions du dialogue œcuménique, ils rebaptisent leurs adeptes, ne reconnaissant pas la valeur du baptême des autres confessions chrétiennes.

## Anecdotes

### Arts
Gilbert Louis ne se contente pas de présider le groupe de travail « arts, cultures et foi » : il exprime lui-même sa foi à travers la peinture.

## Écrits
- « Paroisses nouvelles », Études, vol. 384, no 3,‎ mars 1996, p. 377-385 (lire en ligne)